# Дон Вілсон
Дон «Дракон» Вілсон (англ. Don "The Dragon" Wilson; нар. 10 вересня 1954, Коко-Біч (Флорида), США) — американський кікбоксер, кіноактор, продюсер та сценарист.

## Життєпис

### Ранні роки
Дон Вілсон народився у 1954 році в сім'ї японо-ірландського походження в Олтоні, штат Іллінойс (США). Навчався у школі святого Андрія у Бока-Ратоні, де був MVP в американському футболі та баскетболі. Також випробовує сили у бойових мистецтвах, займається карате (стилем «Дракон»), досягає певних успіхів — 4 місце у змаганнях з Collegiate wrestling штату Флорида.
Після закінчення середньої школи, восени 1972 року Вілсона прийнято до престижної Академії берегової охорони у Нью-Лондоні, штат Коннектикут. Вивчає окінавський стиль карате Годзю-рю — протягом року по дві години на тиждень.
Покинув академію у 1973 році та здобув ступінь доктора з електротехніки у Східному Флоридському державному коледжі. Після чого був Флоридський технологічний інститут (альма-матер батька).
Під іменем «Дракон» виступив у своєму першому професійному матчі з кікбоксингу. Протягом тривалої кар'єри використовував й інші імена, під якими виступав.
У липні 1977 року Вілсон здобув перемогу над Говардом Хейденом.

### Кар'єра кікбоксингу
Вілсон є володарем 11 титулів світу, серед ких IKF, WKA, KICK, ISKA, STAR та PKO. 15 травня 1999 року у Лоуеллі, штат Массачусетс, переміг Діка Кімбера, здобувши звання чемпіона світу за версією IKF FCR у важкій вазі. Його титул не було оскаржено — Вілсон пішов добровільно у відставку, щоб перейти у дивізіон легкої важкої ваги, звідки також пішов за пару років.
За версією журналу кікбоксингу «Inside Kung-Fu Presents» (серпень 1992 р.), професійний здобуток Дона Вілсона у кікбоксингу склав 69 перемог, 5 програшів, 2 нічиї, 46 перемог нокаутом, 6 нокаутів, та 3 no-contests. Кар'єра Вілсона у кікбоксингу тривала 4 десятиліття — від першого поєдинку із Біллом Кноблоком у 1974 році до останнього — перемоги нокаутом у 10 турі над Едді Батчером 19 липня 2002 року в Атлантик-Сіті, штат Нью-Джерсі. Серед переможених — інші чемпіоні світу Бранко Цикатич, Джеймс Воррінг, Денніс Алексіо, Моріс Сміт. Перемогою внічию завершився двобій із чемпіоном Жаном-Івом Теро. У 79 боях Вілсон був битий лише Гленом МакМоррісом у 1980 році.
Дон Вілсон виступав коментатором боротьби та інтерв'юером багатьох ранніх подій UFC, починаючи з UFC 7 у Баффало. Кількаразово заявив про готовність битися в UFC за наявності прохання вболівальників, проте цього не сталося. Продовжував коментувати «King of the Cage».

### Кінокар'єра
Дебют у кіно для Вілсона відбувся у 1989 році. Кікбоксинг був задоволенням, радістю, а кіно — способом заробітку. На сьогоднішній день на екрани вийшли десятки фільмів за його участі — «Кривавий кулак» (у восьми частинах), «Вогняне кільце», «Чорний пояс» та інші. Фільмографія складається з фільмів про бойові мистецтва, детективи, трилери, кінофантастика та навіть драма. Останніми роками Вілсон практично не знімається, зосередившись на тренуванні молодих спортсменів.

## Дон Вілсон в Україні
Свій другий приїзд до України, у листопаді 2019 року, Дон Вілсон супроводив серією майстер-класів з бойових мистецтв для дітей у Києві, Южноукраїнську, Одесі та Ізмаїлі (зустріч пройшла у конференц-залі Ізмаїльського державного гуманітарного університету). Майстер-клас із бойових мистецтв пройшов у Палаці спорту ім. М. Миндру с. Кам'янки Ізмаїльського району. У програмі знайомства із Бессарабією Дон Вілсон відвідав сонячні електростанції Ізмаїла («Порт-Солар», «Гудзовка-Солар-1», «Гудзовка-Солар-2») та проявив зацікавленість діяльністю ГК «Метрополія» у розвитку сонячної енергетики.

## Фільмографія
| Рік  | Назва                                  | Оригінальна назва                              | Роль                                                 | Примітка                                         |
| ---- | -------------------------------------- | ---------------------------------------------- | ---------------------------------------------------- | ------------------------------------------------ |
| 1989 | Скажи що-небудь                        | Say Anything…                                  | Спаринг-партнер                                      | Film                                             |
| 1989 | Кривавий кулак                         | Bloodfist                                      | Джейк Рей                                            | Film; First Time in a Lead Role                  |
| 1990 | Кривавий кулак 2                       | Bloodfist II                                   | Джейк Рей                                            | Film                                             |
| 1991 | Вогняне кільце                         | Ring of Fire                                   | Johnny Woo                                           | Film                                             |
| 1991 | Удар з майбутнього                     | Future Kick                                    | Walker                                               | Film                                             |
| 1992 | Кривавий кулак 3: Змушений боротися    | Bloodfist III: Forced to Fight                 | Джиммі Боланд                                        | Film                                             |
| 1992 | Чорний пояс                            | Blackbelt                                      | Джек Діллон                                          | Film                                             |
| 1992 | У пошуках крові                        | Out for Blood                                  | John Decker                                          | Film (also producer)                             |
| 1992 | Кривавий кулак 4: Смертельна спроба    | Bloodfist IV: Die Trying                       | Денні Холт                                           | Film (also producer)                             |
| 1993 | Вогнене кільце 2: Кров і сталь         | Ring of Fire II: Blood and Steel               | Johnny Woo                                           | Film (also producer)                             |
| 1993 | Ніндзя-дракони                         | Magic Kid                                      | Himself                                              | Video                                            |
| 1994 | Кривавий кулак 5: Жива мішень          | Bloodfist V: Human Target                      | Джиммі Стентон                                       | Film                                             |
| 1994 | Схід червоного сонця                   | Red Sun Rising                                 | Томас Хошино                                         | Film                                             |
| 1994 | Киборг-мисливець                       | CyberTracker                                   | Eric Phillips                                        | Film                                             |
| 1995 | Кривавий кулак 6: Нульова відмітка     | Bloodfist VI: Ground Zero                      | Нік Корріган                                         | Film (also producer)                             |
| 1995 | Вогняне кільце 3: Удар лева            | Ring of Fire 3: Lion Strike (aka: Lion Strike) | Dr. Johnny Wu                                        | Film (also writer—story)                         |
| 1995 | Бетмен назавжди                        | Batman Forever                                 | Gang Leader                                          | Film                                             |
| 1995 | Кривавий кулак 7: Переслідування       | Bloodfist VII: Manhunt                         | Джим Турделл                                         | Film (also producer)                             |
| 1995 | Киборг-мисливець 2                     | Cyber-Tracker 2                                | Eric                                                 | Film (also producer)                             |
| 1995 |                                        | The Power Within                               | Himself                                              | Film                                             |
| 1995 | Електронні бійці                       | Virtual Combat                                 | David Quarry                                         | Film                                             |
| 1995 |                                        | Top Fighter                                    | Himself                                              | Documentary                                      |
| 1996 | Кривавий кулак 8: Навчений убивати     | Bloodfist VIII: Trained to Kill                | Рік Коуен / Джордж МакРеді                           | Film                                             |
| 1996 | Останній ривок                         | Terminal Rush                                  | Jacob Harper                                         | Film (also producer)                             |
| 1996 | Нічний мисливець                       | Night Hunter                                   | Jack Cutter                                          | Film (also producer)                             |
| 1997 |                                        | Moesha                                         | Himself                                              | (1996 TV series) Episode: "Break It Down" (1997) |
| 1997 | Голлівудське сафарі / Hollywood Safari | Hollywood Safari                               | Greg                                                 | Film                                             |
| 1997 | Інферно                                | Inferno (aka: Operation Cobra)                 | Kyle Conners                                         | Film                                             |
| 1997 | Паперовий слід                         | Papertrail                                     | FBI Agent Ryu                                        | Film (as Don Wilson)                             |
| 1998 | За будь-яку ціну                       | Whatever It Takes                              | Neil                                                 | Film (also producer)                             |
| 1998 | Пророк                                 | The Prophet (aka: The Capitol Conspiracy)      | Jarrid Maddox                                        | Film                                             |
| 2000 | Мішень що біжить                       | Moving Target                                  | Ray Brock                                            | Film (also producer)                             |
| 2001 |                                        | Walker, Texas Ranger                           | Himself                                              | (1993 TV series) Episode: "Legends" (2001)       |
| 2002 | Відплата                               | Redemption                                     | John Sato Collins                                    | Video (also producer)                            |
| 2002 |                                        | Modern Warriors                                | Himself                                              | TV special                                       |
| 2002 | Мій кримінальний дядько                | Stealing Harvard                               | Loach's Friend                                       | Film (as Don Wilson)                             |
| 2002 |                                        | Mass Destruction                               | Himself                                              | Documentary                                      |
| 2003 |                                        | How to Be an Action Star                       | Himself                                              | Video                                            |
| 2004 | Фантастичний боєць                     | Sci-Fighter                                    | Jack Tanaka                                          | Film (also producer)                             |
| 2006 | Легка мішень                           | Crooked (aka: Soft Target)                     | Денні Тайлер                                         | Film (also producer)                             |
| 2006 |                                        | 18 Fingers of Death!                           | Himself                                              | Video                                            |
| 2007 | Останній страж                         | The Last Sentinel                              | Tallis                                               | Film (as Don Wilson) (also producer)             |
| 2009 |                                        | Hollywood Lives                                | Himself                                              | TV series (one episode)                          |
| 2012 |                                        | Liberator                                      | Sidewinder                                           | Film (also producer)                             |
| 2014 | Цілий світ біля ваших ніг              | The Whole World at Our Feet                    |                                                      | Film                                             |
| 2014 |                                        | The Martial Arts Kid                           | Glen                                                 | Film                                             |
| 2014 |                                        | One More Round                                 | Bob Paulson                                          | Film                                             |
| 2014 | Білий тигр                             | White Tiger                                    | Bobby Pau                                            | Film (released in 2017 as Смертельний бій)       |
| 2015 | Царь скорпионов 4: Квест на владу      | The Scorpion King 4: Quest for Power           |                                                      | Film                                             |
| 2015 |                                        | Underdog Kids                                  | Judge                                                | Film                                             |
| 2016 |                                        | Enter the Fist and the Golden Fleecing         | Master Duck Suck Song                                | Film                                             |
| 2016 | Розбірки у Манілі                      | Showdown in Manila                             | Діллон                                               | Film                                             |
| 2018 | Агенція найманців                      | The Hitman Agency                              | Don 'The Dragon' Wilson (as Don 'The Dragon' Wilson) | Film                                             |
| 2019 |                                        | Devotion                                       | Don 'The Dragon' Wilson (as Don 'The Dragon' Wilson) | Film                                             |